# Генрих фон Гогенлоэ

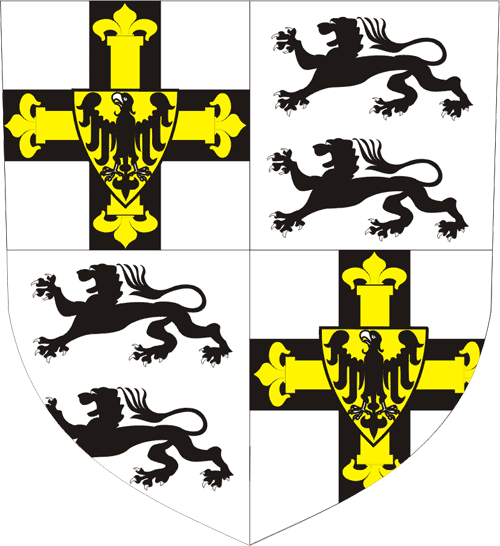
Герб Генриха фон Хохенлоэ

Генрих фон Гогенлоэ (нем. Heinrich von Hohenlohe, ранее 1218 — 15 июля 1249) — 7-й Великий магистр Тевтонского ордена в 1244—1249 годах.
Генрих принадлежал к франконскому дворянскому роду Гогенлоэ. Его отец, Генрих II фон Гогенлоэ (умер после 1212 года), мать — Адельгейд фон Гундельфинген (нем. Adelheid von Gundelfingen) из Бренца (умерла после 1230).
Вместе со вступлением Генриха и двух его братьев в орден, последний получил во владение замок Мергентхайм, ставший впоследствии местом резиденции Великих Магистров (1525—1809). Уже во времена правления Германа фон Зальца был немецким ландмейстером ордена (1232—1242).